# Erin Township (Illinois)
Die Erin Township ist eine von 18 Townships im Stephenson County im Nordwesten des US-amerikanischen Bundesstaates Illinois.

## Geografie
Die Erin Township liegt Nordwesten von Illinois, rund 20 km südlich der Grenze zu Wisconsin. Der Mississippi, der die Grenze zu Iowa bildet, befindet sich rund 60 km westlich.
Die Erin Township liegt auf 42°19′59″ nördlicher Breite und 89°46′37″ westlicher Länge und erstreckt sich über 47,13 km².
Die Erin Township liegt im westlichen Zentrum des Stephenson County und grenzt im Norden an die Waddams Township, im Osten an die Harlem Township, im Südosten an die Florence Township, im Süden an die Loran Township, im Westen an die Kent Township und im Nordwesten an die West Point Township.

## Verkehr
Durch die Township verläuft in Ost-West-Richtung der U.S. Highway 20, der die kürzeste Verbindung von Dubuque in Iowa nach Rockford in Illinois bildet. Alle weiteren Straßen sind untergeordnete und zum Teil unbefestigte Fahrwege.
Parallel dazu verläuft eine Eisenbahnlinie der Canadian National Railway, die von Chicago nach Westen führt.
Der nächstgelegene Flugplatz ist der rund 20 km südöstlich gelegene Albertus Airport bei Freeport, dem Zentrum der Region.

## Bevölkerung
Bei der Volkszählung im Jahr 2010 hatte die Township 410 Einwohner. Neben Streubesiedlung gibt es in der Erin Township folgende Siedlungen:
- Lena1 (Village)
- Eleroy (Unincorporated Community)

1 – überwiegend in der West Point Township und teilweise in der Kent Township